# Franz Braun (Politiker, 1935)
Franz Braun (* 11. Juni 1935 in Konstanz; † 16. April 2019) war ein deutscher Politiker (CDU).
Braun legte 1955 das Abitur ab und machte zunächst bis 1958 eine Lehre als Industriekaufmann. Nach einem anschließenden Studium legte er 1966 die erste juristische Staatsprüfung und 1970 die zweite Staatsprüfung ab. Er arbeitete beim Deutschen Caritasverband in Berlin.
1971 trat Braun der CDU bei. Bei der Berliner Wahl 1981 wurde er in das Abgeordnetenhaus von Berlin gewählt. Bei der Wahl 1990 konnte er das Direktmandat für den Wahlkreis Reinickendorf 1 gewinnen. 1995 schied er aus dem Parlament aus.